# NGC 6735
NGC 6735 في الفهرس العام الجديد، هي مجرة، تقع في كوكبة العقاب. اكتشفت في 18 يوليو 1827 بواسطة جون هيرشل.

## روابط خارجية
- NGC 6735 على موقع ويكي سكاي: DSS2, SDSS, GALEX, IRAS, Hydrogen α, X-Ray, Astrophoto, Sky Map, Articles and images